# Santiago de Figueiró
Santiago de Figueiró ist ein Ort und eine ehemalige Gemeinde im Nordwesten Portugals.
Santiago de Figueiró gehört zum Kreis Amarante im Distrikt Porto. Die Gemeinde hatte eine Fläche von 3,8 km² und 
2488 Einwohner (Stand 30. Juni 2011).
Santiago de Figueiró ist eine Partnerstadt von La Rochelle, Frankreich.

Lage der ehemaligen Gemeinde im Kreis Amarante bis September 2013

Am 29. September 2013 wurden die Gemeinden Figueiró (Santiago) und Figueiró (Santa Cristina) zur neuen Gemeinde União das Freguesias de Figueiró (Santiago e Santa Cristina) zusammengefasst. Figueiró (Santiago) ist Sitz dieser neu gebildeten Gemeinde.